# Pufești
Pufeşti é uma comuna romena localizada no distrito de Vrancea, na região de Moldávia. A comuna possui uma área de 55.85 km² e sua população era de 4314 habitantes segundo o censo de 2007.